# Preza
Preza (albanisch auch Prezë) ist ein Dorf in Albanien, 17 Kilometer Luftlinie nordwestlich der Innenstadt Tiranas gelegen. Heute gehört der Ort zur Bashkia Vora, das sechs Kilometer entfernt im Süden liegt. Bis 2015 war Preza eine eigenständige Gemeinde mit 4727 Einwohnern im Jahr 2011.

## Geographie

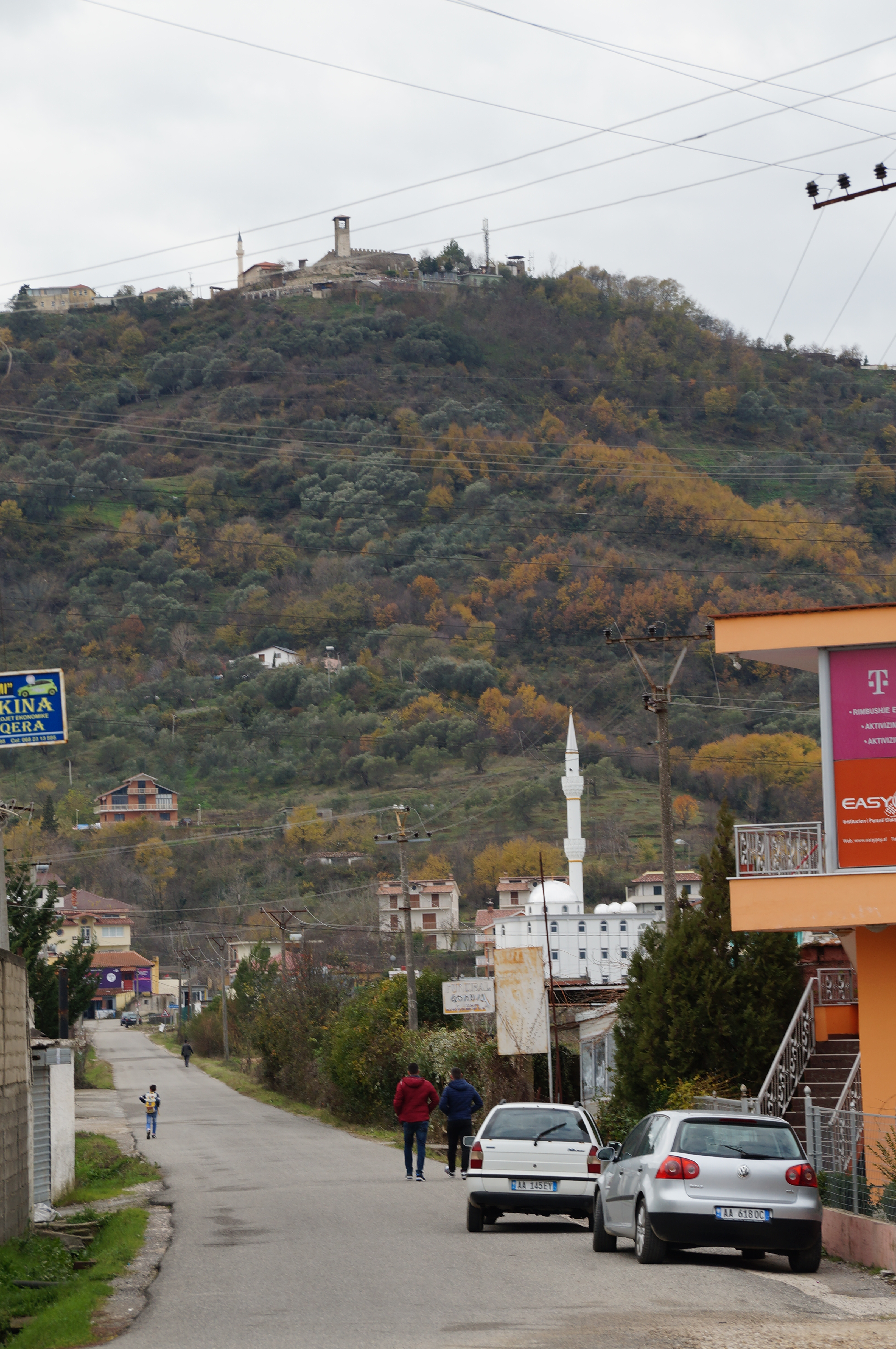
Blick von Ahmetaq den Hügel hoch nach Preza

Zur ehemaligen Gemeinde und heutigen Administrativen Einheit (njësia administrative) gehören auch die Dörfer Ahmetaq, Palaq, Fushë-Preza, Gjeç-Kodër, Ndërmjetës und Breg-Shkoza.
Das Dorf Preza zieht sich über mehrere Kilometer entlang des Kamms eines bis zu 260 m ü. A. hohen Hügels. Der in Nord-Süd-Richtung verlaufende Hügelkamm fällt zu beiden Seiten steil ab: Im Osten liegt rund 200 Meter tiefer die Ebene von Tirana mit dem Flughafen. Im Westen befindet sich hügligeres Gelände, dessen Talböden etwas höher liegen als die Ebene. Parlaq liegt auf einem Hügel westlich von Preza. Fushë-Preza und Ahmetaq liegen am Fuß des Hügels in der Ebene im Osten, Gjeç weiter im Süden, Breg-Shkoza weiter im Norden an der SH 52.
Erschlossen wird Preza durch eine Straße, die rund drei Kilometer von Vora entfernt am südlichen Ende des Hügels von der SH 52 abzweigt. Ein einfacher, nicht durchgehend asphaltierter Fahrweg führt im Norden nach Budull, einem nördlichen Nachbardorf von Ahmetaq. In Fushë-Preza zweigt die SH 60 von der SH 52 zum Flughafen ab. Die albanische Eisenbahn Hekurudha Shqiptare passiert zwar Ahmetaq und Fushë-Preza, hatte dort aber keine Haltestellen.

## Geschichte
Eine erste Befestigungsanlage auf dem Hügel von Preza stammt aus dem 2. bis 3. Jahrhundert v. Chr. Der albanische katholische Kleriker Marin Barleti (1450–1512/13) erwähnt Preza respektive Klein-Tirana (albanisch Tirana e Vogël) in seiner Skanderbeg-Biographie Historia de vita et gestis Scanderbegi Epirotarum principis von 1510 und nennt sie eine Kleinstadt der Parthiner, eines illyrischen Stammes. Diese Stadt der Parthiner wurde auch von Gaius Iulius Caesar in seinem De bello civili als Lager von Pompeius erwähnt.
Die Burg von Preza war für die Region vor allem im Mittelalter von strategischer Bedeutung, da sie die Straße von Durrës nach Kruja in der Ebene von Tirana kontrollierte und als Signalpunkt zum Austausch von visuellen Nachrichten zwischen der Burg von Kruja, der Burg von Petrela und Durrës diente.
1959 wurde das Agrarland rund um Preza kollektiviert. Das Zentrum der Gemeinde befand sich vorübergehend in Ahmetaq.